# Tipula ishiharana
Tipula ishiharana är en tvåvingeart som beskrevs av Alexander 1953. Tipula ishiharana ingår i släktet Tipula och familjen storharkrankar. Inga underarter finns listade i Catalogue of Life.